# حسين عبد الحسين
حسين عبد الحسين كاتب وصحفي عراقي- لبناني متخصص في شؤون الشرق الأوسط والخليج. يكتب عبد الحسين في عدد من الصحف، منها «الراي الكويتية»، وموقع «المدن» اللبناني، و«وكالة الاناضول» التركية، ويكتب أيضاً لصحف أميركية منها «نيويورك تايمز» و«واشنطن بوست» و«يو أس أي توداي».

## السيرة الذاتية
تخرج حسين عبد الحسين من الجامعة الأمريكية في بيروت بشهادة في تاريخ الشرق الأوسط وتركيز ثانوي في الدراسات السياسية عام 2001. في السابق، ساعد في إطلاق وإدارة البث العراقي لشبكة الحرة التلفزيونية العربية، قبل الانتقال إلى واشنطن والعمل كمراسل، ولاحقًا مدير تحرير، لصحيفة ديلي ستار اللبنانية. وقدم تقارير من مناطق الصراع على الحدود بين لبنان وإسرائيل، ومن بغداد بعد وقت قصير من سقوط نظام صدام حسين.
وقد ساهم عبد الحسين في كتابة مقالات لكل من نيويورك تايمز، وواشنطن بوست، وكريستيان ساينس مونيتور، وإنترناشيونال هيرالد تريبيون، ويو إس إيه توداي، وبالتيمور صن. وظهر كمذيع لعدد من قنوات مثل «سي إن إن» CNN و «إم إس إن بي سي» MSNBC و «بي بي سي» BBC. وكثيراُ ما ساهم عبد الحسين في كتابة المقالات الافتتاحية لجريدة النهار اللبنانية، وجريدة الأهرام المصرية، وصحيفة «ذا ناشيونال» الإماراتية. وهو حالياً مدير مكتب واشنطن لصحيفة الرأي الكويتية وكان زميل زائرسابق بالمعهد الملكي للشؤون الدولية في لندن.

## المؤلفات
- حزب الله: دولة داخل دولة، الاتجاهات الحالية في الفكر الإسلامي 8، 2009.
- البحث عن الديمقراطية في عالم الواقعية: قضيتا لبنان وإيران، 2009.[4]
- إلى أي مدى يمكن أن تصل الديمقراطية؟ : قضية لبنان لعام 2005، جامعة سنغافورة الوطنية، 2010.[5]